# Brody Wąskotorowe
Brody Wąskotorowe – nieczynny przystanek osobowy kolei wąskotorowej w Brodach, w gminie Lwówek, w powiecie nowotomyskim, w województwie wielkopolskim, w Polsce. Została otwarta w 1886 roku razem z linią z Opalenicy do Lwówka. Linia ta została zamknięta dla ruchu pasażerskiego w 1995 roku. W 2006 rozebrane zostało torowisko.